# Vienna Insurance Group
Die Vienna Insurance Group AG Wiener Versicherung Gruppe (VIG) zählt zu den größten Versicherungsgruppen in Europa und zu einer der führenden Versicherungsgruppen in Österreich sowie Zentral- und Osteuropa. Das österreichische Unternehmen ging aus der 1824 gegründeten Wechselseitigen k.k. privaten Brandschaden-Versicherungs-Anstalt hervor. Ihren Sitz hat die Vienna Insurance Group im Ringturm, dem im Jahr 1955 erbauten ersten Bürohochhaus Wiens. Die VIG ist auf die CEE-Region fokussiert und verfolgt als eine der wenigen internationalen Versicherungsgruppen eine lokale Mehrmarkenstrategie.

## Geschichte
Die Geschichte des Unternehmens geht bis in das Jahr 1824 auf die Gründung der Wechselseitigen k.k. privaten Brandschaden-Versicherungs-Anstalt zurück.
Beginnend mit der Gründung der Kooperativa in der damaligen Tschechoslowakei Ende der 1980er Jahre begann die Gruppe ihre Expansion nach Zentral- und Osteuropa. Nachdem das Unternehmen im Jahr 1994 in eine Aktiengesellschaft umgewandelt worden war, wurden elf Prozent des Grundkapitals in Form von Vorzugsaktien an die Wiener Börse gebracht. Im Jahr 2005 nahm die Vienna Insurance Group die bislang größten Akquisitionen in Zentral- und Osteuropa vor – in Polen, in der Tschechischen Republik, Rumänien, der Ukraine und Kroatien. Im selben Jahr wandelte das Unternehmen seine Vorzugs- in Stammaktien um und führte überdies eine Kapitalerhöhung durch.
Im Zuge der Internationalisierung im Jahr 2006 wurde die Dachmarke Vienna Insurance Group eingeführt. Der Name bzw. die Marke der Versicherungsgesellschaften in Zentral- und Osteuropa setzen sich aus dem lokalen Namen und dem Zusatz Vienna Insurance Group zusammen.
Im Jahr 2008 erfolgte eine weitere Kapitalerhöhung zur Finanzierung der Übernahme der s Versicherung, der Versicherungssparte der Erste Group Bank AG, wodurch die Vienna Insurance Group zum Marktführer in Zentral- und Osteuropa wurde. Damit einhergehend wurde eine langjährige Vertriebsvereinbarung mit der Erste Group Bank unterzeichnet. Die Kooperation zwischen den beiden Unternehmen ist ein wichtiger Teil ihrer Expansionsstrategie in Mittel- und Osteuropa. Im Mai 2018 wurde der Kooperationsvertrag zwischen der Erste Group Bank AG und der Vienna Insurance Group vorzeitig bis 2033 verlängert.
Im Jahr 2010 wurde in der Hauptversammlung beschlossen, den Versicherungsbetrieb in Österreich in eine 100-prozentige Tochtergesellschaft abzuspalten. Diese Gesellschaft heißt Wiener Städtische Versicherung AG Vienna Insurance Group und betreibt als größte Einzelgesellschaft der VIG das operative Versicherungsgeschäft in Österreich. Die börsennotierte Holding trägt den Namen Vienna Insurance Group AG Wiener Versicherung Gruppe und übt länderübergreifend wesentliche Steuerungsaufgaben aus. Nach der behördlichen Genehmigung gibt es die neue Unternehmensstruktur seit 3. August 2010.

## Management
Der Vorstand der Vienna Insurance Group besteht aktuell aus sieben Mitgliedern:
- Generaldirektor Hartwig Löger (Vorstandsvorsitzender und CEO)[3]
- Vorstandsdirektor Peter Höfinger (Generaldirektor-Stellvertreter, Stellvertreter des Vorstandsvorsitzenden)
- Vorstandsdirektorin Liane Hirner (CFRO)
- Vorstandsdirektor Gerhard Lahner (COO)
- Vorstandsdirektor Gábor Lehel (CIO)
- Vorstandsdirektor Harald Riener
- Vorstandsdirektor Christoph Rath (Stellvertretendes Vorstandsmitglied)

Der Aufsichtsrat besteht aus zwölf Mitgliedern und wurde von Günter Geyer geleitet. Im Mai 2024 wurde Rudolf Ertl zum Aufsichtsratsvorsitzenden bis 30. Juni 2025 gewählt. Am 1. Juli 2025 übernahm Peter Thirring mit Ablauf seiner Cooling-Off-Periode den Vorsitz des Aufsichtsrats.
Der Wiener Altbürgermeister Helmut Zilk war ehemals Vorsitzender des Aufsichtsrates des „Wiener Städtischen Versicherungsvereins“, dem Hauptaktionär der VIG.

## Unternehmens- und Aktionärsstruktur
In der Hauptversammlung im Jahr 2010 wurde eine Umstrukturierung des Unternehmens beschlossen. Das operative Versicherungsgeschäft in Österreich wurde von der VIG gelöst und in die bisher größte Tochtergesellschaft „Wiener Städtische“ abgespalten.
Die somit entstandene Holding „Vienna Insurance Group AG Wiener Versicherung Gruppe“ hat vor allem länderübergreifende Steuerungsaufgaben inne.
Der Wiener Städtische Versicherungsverein ist mit einem Anteil von 72 % Hauptaktionär der Vienna Insurance Group. 28 % der VIG-Aktien befinden sich in Streubesitz.

## Märkte

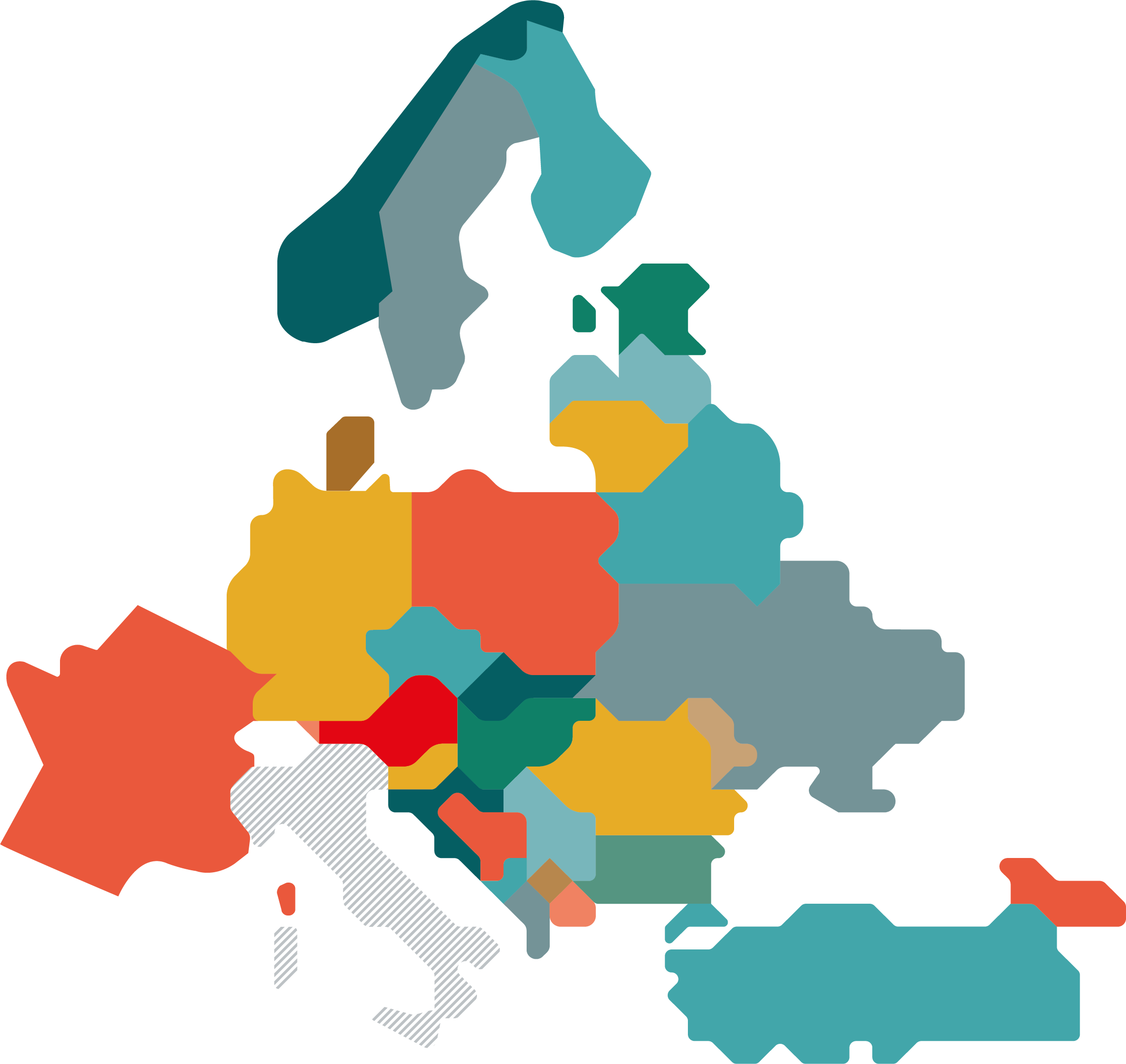
VIG in Zentral- und Osteuropa

Die Vienna Insurance Group ist in 30 Ländern in der Region Zentral- und Osteuropa vertreten. Insgesamt erwirtschaftet die Gruppe mehr als die Hälfte der Prämien in den CEE-Staaten.
Im Rahmen des Strategieprogramms VIG 25 wird zwischen CEE-Märkten (Kernmarkt) und Spezialmärkten laut Länderportfolio unterschieden. Zu den CEE-Märkten der Vienna Insurance Group gehören: Österreich, Tschechische Republik, Slowakei, Polen, Rumänien, Bulgarien, Ungarn, Serbien, Kroatien, Montenegro, Moldau, Nordmazedonien, Albanien, Kosovo , Estland, Lettland, Litauen, Ukraine, Bosnien und Herzegowina, sowie Slowenien. Die Spezialmärkte der Vienna Insurance Group lauten wie folgt: Dänemark, Schweden, Norwegen, Finnland, Georgien, Italien, Türkei, Belarus, Frankreich sowie Deutschland und Liechtenstein.
| Markt                        | Gruppengesellschaften | Markteintritt |
| ---------------------------- | --- | ------------- |
| Österreich                   | Wiener Städtische Versicherung, Donau Versicherung, VIG Holding                                                                     | 1824          |
| Deutschland                  | InterRisk Versicherung | 1990          |
| Tschechische Republik        | Kooperativa, Česká podnikatelská pojišťovna (ČPP), VIG Re (Hauptsitz; Niederlassungen in Deutschland und Frankreich)                | 1990          |
| Slowakei                     | Kooperativa; Komunálna poisťovňa | 1990          |
| Ungarn                       | Union Biztosító, Alfa | 1996          |
| Polen                        | Compensa, Beesafe, InterRisk, Vienna Life, Vienna PTE                                                                               | 1998          |
| Liechtenstein                | Vienna-Life | 1999          |
| Italien                      | Wiener Städtische (Zweigniederlassung wurde 2024 aufsichtsrechtlich geschlossen, die Kunden werden seither aus Wien heraus betreut) | 1999          |
| Kroatien                     | Wiener osiguranje | 1999          |
| Rumänien                     | Omniasig, Asirom, BCR Asigurari, Carpathia Pensii                                                                                   | 2001          |
| Bulgarien                    | Bulstrad, Bulstrad Life, Doverie | 2002          |
| Belarus                      | Kupala | 2002          |
| Serbien                      | Wiener Städtische Osiguranje, Wiener Re                                                                                             | 2003          |
| Slowenien                    | Wiener Städtische (Zweigniederlassung)                                                                                              | 2004          |
| Ukraine                      | Kniazha, Kniazha Life, USG | 2004          |
| Georgien                     | GPIH, IRAO | 2006          |
| Nordmazedonien               | Winner, Winner Life, Makedonija Insurance                                                                                           | 2007          |
| Albanien                     | Sigma Interalbanian, Intersig, Vienna Life                                                                                          | 2007          |
| Kosovo                       | Sigma Interalbanian Kosovo (Zweigniederlassung)                                                                                     |               |
| Türkei                       | Ray Sigorta, Vienna Life | 2007          |
| Estland                      | BTA Baltic (Zweigniederlassung), Compensa Leben, Compensa Nicht-Leben (Zweigniederlassung), Seesam                                  | 2007          |
| Lettland                     | BTA Baltic, Compensa Leben (Zweigniederlassung) Compensa Nicht-Leben (Zweigniederlassung)                                           | 2007          |
| Litauen                      | BTA Baltic (Zweigniederlassung), Compensa Leben (Zweigniederlassung), Compensa Nicht-Leben                                          | 2007          |
| Montenegro                   | Wiener Städtische Životno Osiguranje                                                                                                | 2010          |
| Bosnien-Herzegowina          | Wiener Osiguranje, Vienna Osiguranje                                                                                                | 2011          |
| Moldau                       | Donaris | 2014          |
| Frankreich                   | VIG Re (Zweigniederlassung) | 2018          |
| Schweden, Dänemark, Norwegen | VIG (Zweigniederlassungen) | 2019          |

## Börsennotierung
Die VIG verfügt über ein „A+“-Rating mit stabilem Ausblick der international anerkannten Ratingagentur Standard & Poor’s und damit unverändert eines der besten Ratings aller Unternehmen im ATX, dem Leitindex der Wiener Börse. Die Holding notiert im Prime Market der Wiener Börse und ist im Leitindex ATX sowie im CEETX erfasst. Seit 2008 notiert die Aktie der Vienna Insurance Group auch an der Prager Börse sowie seit 2022 auch an der Budapester Börse.